# Distretto di Dubroŭna
Il distretto di Dubroŭna (in bielorusso Дубровенскі раён?) è un distretto (raën) della Bielorussia appartenente alla regione di Vicebsk.